# PSR J0437-4715
PSR J0437-4715 est un pulsar, localisé dans la direction de la constellation australe du Peintre.